# オス・ムタンチス (アルバム)
『オス・ムタンチス』（Os Mutantes）は、ムタンチスが1968年に発表したファースト・アルバム。

## 解説
ムタンチスも参加したオムニバス・アルバム『トロピカリア』と近い時期に発表された。本作は、『トロピカリア』にも収録された「Baby」「Bat Macumba」をムタンチスが演奏したヴァージョンや、ママス&パパスの楽曲「Once Was a Time I Thought」（1966年のアルバム『The Mamas & The Papas』に収録）をポルトガル語でカヴァーした「Tempo no Tempo」等も含む内容。カエターノ・ヴェローゾ作の「Baby」は、アレンジを大幅に変更した英語詞ヴァージョンが、『ジャルヂン・エレトリコ〜エレクトリック・ガーデン』（1971年）や『テクニカラー』（2000年）といったアルバムに収録された。
ジョン・ブッシュは、allmusic.comにおいて「当時の英米の一流サイケデリック・バンドが制作したどのアルバムよりも、ずっと実験的な内容」と評した。また、『ローリング・ストーン・ブラジル』が2007年10月13日号で選出した「ブラジル音楽の偉大なアルバム100（Os 100 maiores discos da música brasileira）」では、本作が9位にランク・インした。

## 収録曲
1. パニス・エ・シルセンセス - "Panis et Circenses" (Gilberto Gil, Caetano Veloso) - 3:37
2. 可愛いあの子 - "A Minha Menina" (Jorge Ben) - 4:41
3. 時計 - "O Relógio" (Os Mutantes) - 3:29
4. さよなら、マリア・フロー - "Adeus Maria Fulô" (Sivuca, Humberto Teixeira) - 3:04
5. ベイビー - "Baby" (C. Veloso) - 3:00
6. セニョールF - "Senhor F" (Os Mutantes) - 2:33
7. バッチ・マクンバ - "Bat Macumba" (G. Gil, C. Veloso) - 3:08
8. 朝一番の幸せ - "Le premier bonheur du jour" (Jean-Marie Renard, Franck Gérald) - 3:35
9. 幽霊列車 - "Trem Fantasma" (Os Mutantes, C. Veloso) - 3:15
10. テンポ・ノ・テンポ（悲惨な過去） - "Tempo no Tempo" (Os Mutantes, John Phillips) - 1:46
11. ジンギスカンに祝福を "Ave Gengis Khan" (Os Mutantes) - 3:46

## 参加ミュージシャン
- セルジオ・ヂアス - ボーカル、ギター
- アルナルド・バチスタ - ボーカル、ベース、キーボード
- ヒタ・リー - ボーカル、フルート、パーカッション

ゲスト・ミュージシャン
- ジョルジ・ベン - ギター、ボーカル
- Dieceu - ドラムス
- ホジェーリオ・ドゥプラ - 編曲